# 国际法
國際法（法語：Le droit international，原稱萬国法）又稱國際公法，是各國認為在其彼此交往中具有法律約束力習慣、條約規則統稱:3。國際法不同於國家法律制度，因為它主要的適用對象為國家而非公民，是規範政府组织之間关系规则，有時也包括法人、自然人等。因為缺乏有效制裁違法國家的制度，所以國際法較無法約束各個國家、無法保障其法律體系始終順利運作。早期西方世界並不承認國際法存在，19世纪英国法學家约翰·奥斯丁認為該法律僅其是一种實在道德，不具有法律強制力。目前各国对国际法法律地位承认、国际间所发生贸易摩擦也時常被援引国际法进行解决，因此国际法法律地位已獲得多數國家承認，但國際社會並沒有具备制裁违法国家实力。世界政府可以解釋、執行，因此常被解釋爲國與國之間條約国际私法概念混淆以求维系既成格局。

## 詞源
国际法一词有时被用以代指“国际公法和国际私法的总称”，但事实上这种用法并不常见，也不反应英语“International Law”一词的本义。中华人民共和国法律职业资格考试的某些教学辅导书将国际（公）法、国际私法和国际经济法统称为“三国法”。此外，国际法是现代国际社会通用的一个名词；在古代，调整国家之间关系的法律并没有使用“国际法”一词来表达。
古代羅馬，有市民法和万民法之分。由於自身一般宗教法律不適用於外國人，故此羅馬人就把法律由宗教中抽離出來，稱之為“萬民法”。万民法并不是国际法，而只是有涉外因素、即涉及外国人的罗马私法。但是，至少从西塞罗以后，万民法被理解为所有与罗马有交往关系的国家所有一致同意的正义原则，而与以自然正义为依据的自然法（jus naturale）相区别。
中世紀時代，即約公元五世紀至十四世紀歐洲政局混亂，許多歐洲小國都必須接受神聖羅馬帝國的皇帝和教宗的律令，所以國際法法典難以產生。到了十六世紀，歐洲人把世界其他地方變成殖民地，並引入法律觀念，把很多歐洲以外的國家的慣例破壞，如中國是以皇帝為統治者，被征服或進貢的人便要加入中國的體系而成為附庸國。
格老秀斯是西方研究國際法的鼻祖，但他的著作是建基於前人所發展的自然法理論。他继续维持万民法和市民法的区别。而他所称的万民法是指其拘束效力来自所有国家或许多国家的意志的法律，因而他指的是万国法，也就是国家法。继他之后，英国国际法学者采用国家间法的名称。
自从1789年边沁在其著名的《道德和立法原则》一书中首次使用（后被译成汉语“国际法”）来称呼调整国家之间关系的法律后，“国际法”这一名称才为国际社会所普遍接受。但是各国学者对国际法的定义长期以来并没有取得一致的意见。
在1842年後帝國體系开始瓦解；中國開始接受歐洲的國際法系統。1864年丁韪良翻译美国国际法学者惠顿的国际法著作《万国公法》（又稱《国际法原理》）。后来，万国公法被简称为公法，例如，布伦奇理的《近代国际法》被译为《公法千章》。清朝末年，日本使用的国际法的名称传到中国，国际法便成为普遍的中文名称。1998年知名的國際公法學者丘宏達教授與丘宏義博士運用數位化高新科技，以光學掃描與古籍再生技術重印民初國際法學者丘漢平教授家傳的萬國公法古籍（同治三年京都崇賓館版本），出版當年適逢丘宏達時任會長的國際法學會世界總會〈International Law Association, ILA〉在臺灣台北市舉行年會。國際法在由一班學者研究制定的時候一般先考慮國際慣例，即根據先前國際間的做法、條約，在國際間互相簽訂了的條約作參考、法院或仲裁人的裁決、其他學者的學術著作、國際機構（如聯合國）的決定和有關國家的本土法律的一般原則。而根據《國際法院規約》第三十八條，法院判決一般亦依據條約、慣例、一般性法律原則以及法庭裁決及學者著作。

## 国际法的历史
国际法的历史是随着国家和各种国际法的学说而不断演变和发展的。从这个方面说，它是有别于国际私法和宪法的。虽然近代国际法发端于16世纪，但许多国际法学者仍然把古代具有一些国际法特征的法律纳入国际法的研究范围。从这点上说，国际法还包括了希腊的城邦法律实践和罗马的万民法。但这些法律规范并非具有普遍性。

### 早期历史
在亚历山大大帝征服古希腊之前，古希腊形成了一个一个的城邦，他们之间相互影响，并形成了一系列的规则来处理各个城邦之间的矛盾冲突等。这已经具有了与近代意义国际法相似的特征。与希腊不同的是罗马帝国并未形成一个个独立的政治体，万民法也仅仅是处理非罗马人与罗马人之间、非罗马人之间的法律规范。但万民法中体现自然法思想的公平、正义、平等，却是近代国际法的精髓。

### 民族国家
随着罗马帝国和之后的神圣罗马帝国的衰落，独立的城市、公国、联合王国和国家诞生了。但缺乏强大的帝国和宗教上绝对权威来指导和规范日益兴起的国际贸易，大部分的欧洲人为东罗马帝国的罗马法大全和天主教的教会法而欢欣鼓舞。国际间的贸易是促进欧洲形成客观公正的洲际规则的内在动因。没有统一的法典规范，跨国商人们的经济利益是很难得到保证的。追求利润的动机不断推动着一般国际法的向前发展和海商法的形成。随着国际贸易和开拓市场的需要以及战争变得越来越不可预见，对于国际习惯和国际惯例的需求变得越来越强烈。德国的汉萨同盟极大的减轻了贸易的困难即是时代的见证。

### 格老秀斯
威斯特伐利亚和约

### 现代国际法
现代国际法有两个很重要的特征。即尊重主权和主权平等和国际法内容的到了极大的丰富。二战后，大批民族国家要求独立，民族解放运动蓬勃发展，新独立的国家并不否定原有国际法原则，而是要求改革和创新。1954年在万隆会议上由中国提出的和平共处五项原则以及1970年联合国大会在新独立的国家的推动下通过了《关于各国依联合国宪章建立友好合作关系和合作的国际法原则宣言》。这些原则的出现都极大地丰富了国际法的内容和含义。

## 國際司法機構

### 國際法院
國際法院（法語：Cour internationale de justice，縮寫為CIJ；英語：International Court of Justice，縮寫為ICJ），是聯合國六大主要機構之一和最主要的司法機關，是主權國家政府間的民事司法裁判機構，根據《國際法院規約》於1946年2月成立，位於荷蘭海牙。國際法院的主要功能是對各國所提交的案件做出有法律約束力的仲裁，並就正式認可的聯合國機關和專門機構提交的法律問題提供諮詢意見。國際法院是具有明確權限的民事法院，沒有附屬機構，對其他國際法庭沒有管轄權。國際法院沒有刑事管轄權，因此無法審判個人，這種刑事審判由國內管轄或聯合國特設刑事法庭或國際刑事法院管轄。
國際法院由15名法官組成，任期9年，可連選連任；設書記官處。工作語言為法語與英語。法院成員不得從事任何其他職業性工作。

### 國際海洋法院
国际海洋法法庭（英语：International Tribunal for the Law of the Sea，缩写为ITLOS），是根据《联合国海洋法公约》建立的一个法律组织。始建于1996年，总部位于德国汉堡市，是专门审理海洋法案件的国际组织。现为联合国大会观察员组织。

### 国际刑事法院
国际刑事法院（英語：International Criminal Court，常縮寫作：或）成立于2002年，位于荷兰海牙，工作语言为英语和法语。其主要功能是对犯有灭绝种族罪、危害人类罪、战争罪、侵略罪的个人进行起诉和审判。国际刑事法院成立的基础是2002年7月1日开始生效的《国际刑事法院罗马规约》，因此该法院仅对规约生效后的前述四种国际罪行有管辖权。但是实际上，国际刑事法院暂时还不能对侵略罪行使管辖权。

## 国际法之主体
為達維持社會秩序的目的，社會中通常需要有規制社會構成員行為的規範存在。法律規範係屬於具有強制力的社會規範，其目的在於規制法律主體的行為，此種現象不僅存在於吾人所熟知的國內社會中，國際社會亦復如此。因此，於法律制度下何種實體能夠成為法律主體，必須取決於該法律規範的界定，而此往往取決於法律所規制之社會的需要。國際法上的法律主體，係指得享受國際法所賦予之權利、承擔國際法課以之義務，並且具有維護其權利而提起國際訴訟能力的實體。
從實踐上觀察，於國際法制度中，法人格所賦予的對象除了國際法制度中最主要的實體－國家－以外，尚有國際組織、個人（包括自然人與法人）與其他特殊實體；同時，國際法所賦予各種實體得以享受之權利與承擔之義務則未必相同，凡此均須取決於國際法相關規範的界定。然無論如何，該等具有有限國際法人格的實體仍屬於國際法上的主體，換言之，在此並無需以國際法主體必須具有國家所擁有權利與義務的嚴格意義來認定其資格。此外，由於受到國際法逐步發展得影響，在國際法律體系中，各種法律主體所享有之權利與承擔之義務的範圍不盡相同，因此倘欲對特定種類的主體究具有何種具體權利或義務有明確的界定，實有所困難。因而，國際法主體在認定上並不以擁有國際法所規定全部的權利與義務為必要。
特別是個人，個人於國際法是否具有主體地位，在判斷上應以相關個人是否得利用國際爭端解決機制，以向特定主體主張其相關權利，或在特定國際組織中是否存在有若干機制，使個人得向該國際組織主張國際法上的相關權利為標準。

## 基本原則

### 實質原則

#### 国家主权平等
主权是国家最基本、最主要的属性，国家对内对外的基本权利，对内最高管辖权，对外独立权、自卫权。13-14世纪出现主权概念，想以此反对宗教色彩浓厚的神圣罗马帝国，但没有太大影响。1577年布丹提出主权概念。1614年黎塞留提出国家利益高于一切。主权停留在国王这个层次，叫君主主权。1625年格劳秀斯提出主权平等说，提出国际法意义上的主权。18世纪卢梭提出人民主权论。
二战后主权进一步被强调，被认为是国家基本属性，不可分割，不可转让的绝对权利。现在进入全球化，我们应该说主权是相对的。现在发达国家在弱化主权，提出主权过时论，新干涉主义等。落后国家强调主权，不加任何限制的主权。
1992年联合国安理会首脑会议，加利说：绝对的、排他的主权时代已经过去，它的理论从来就与实际情况不符合。安南：国家主权就其最基本的意义而言正在重新定位。现在国家普遍被认为服务于人民的工具，傳統主权的概念加入了人权的色彩。只要自主让与的权利，就不是损害主权。

#### 時空性原則
「時空性原則」主要是指「解決過去領土歸屬的問題，要適用當時的國際法原則加以解決，而非以現今的國際法原則解決。」例如，1842年至1898年大英帝國從清帝國手中取得香港是否符合國際法，就需要以1842年至1898年間適用的國際法原則去斷定，而非按現今的國際法原則。同樣道理，中華人民共和國在上世紀80年代從大英帝國手中取得香港是否符合國際法，中英聯合聲明是否有效，就需要以上世紀80年代所適用的國際法原則去判斷，而不是1842年時的國際法原則。

#### 民族自决原则
含义：各民族有权按照自己的意愿来处理自己的事情。
60年代，15届聯合國大會《给予殖民地国家和人民独立宣言》。70年代，《国际法原则宣言》规定：根据联合国宪章所尊崇之各民族享有平等权利及自决权之原则，各民族一律有权自由决定其政治地位，不受外界之干涉，并追求其经济、社会及文化之发展，且每一国均有义务遵照宪章规定尊重此种权利。

#### 禁止使用威脅或武力原則
《联合国宪章》第二条（4）

#### 國際合作原則
各国不论政治、经济、社会制度上有何差异，都有义务互相协助。一战后，国际联盟第一次建立了全球性政府间国际组织，提出了增进国际合作并保证其和平与安全。二战后，国际合作成为普遍的国际法基本原则。联合国宪章已经写入。促进社会经济发展也是国家的重要目的，和平时期国家更需要合作，成为所有国家参加包括所有领域固定、长期的合作，更重视经济、文化的结盟。
宪章规定：各国应该与其它国家合作以维持国际和平与安全。各国应该合作，促进对于一切人民、人权以及基本自由的原则。各国应该依照主权平等和不干涉内政的原则处理经济、文化和贸易方面的关系。联合国会员国均有义务依照宪章有关规定采取个别和共同行动与联合国合作。

#### 國家豁免原則
國家豁免權亦稱國家主權豁免，由於它往往是以國家財產的豁免問題被提出來，所以通常又稱之為國家及其財產豁免。它是指在國際交往中，一個國家及其財產未經其明示同意免受其他國家的司法管轄和執行。
按照一般國際慣例，國家及其財產豁免權的具體內容主要包括以下三個方面：（1）司法管轄豁免：非經外國明示同意，不得在另一國法院對它提起訴訟，或將其財產作為訴訟標的；（2）訴訟程式豁免：即使一國放棄管轄豁免，外國法院亦不得強制它出庭作證或提供證據或為其他訴訟行為，也不得對其在該國境內的財產採取訴訟保全措施；（3）強制執行豁免：即使一國在外國法院參加民事訴訟，無論是主動作為原告還是自願作為被告，未經其明示同意，該國法院的判決仍不得對其財產實施強制執行。

#### 外交保護原則
外交保护是指在某国的外国人应履行其对所在國和母國的双重义务，同时他的有关权利也应得到居住国及国籍国的双重保护。当在居住国其权益受到侵害时，国籍国在某些情况下有权采取某些措施提供帮助，其中重要的措施之一就是外交保护。
外交保护泛指一国通过外交途径对在国外的本国国民的合法权益所进行的保护。国家有权对其在国外的本国国民的合法权益进行保护，这是国家属人优越权的重要内容之一，故「國籍」是外交保護的基本要件。实践中，各国都是通过本国外交机关对在国外的本国国民提供各种保护。
外交保护是直接涉及所在国的权益的国家行为，必须具备三个基本条件：（1）本國國民受到所在國之“國際不法行為”所侵害。（2）符合“国籍继续规则”，因为外交保护权源于属人管辖权。（3）符合“用尽当地救济规则”，因为这是构成国家责任的前提。

#### 互不干涉内政
国家在相互关系中，不得以任何藉口和方式直接、间接干预并不承担国际义务的他国内政。也不得以非法手段强迫他国接受自己的意志、制度和意识形态。内政不是地理上的概念，划分内政与非内政的界限在于有关国家是否在相关事项上承担国际义务；与此对应，干涉包括三种形式，武装干涉、经济干涉和外交干涉三种。（1:该条原则和国家基本权利中的战争权相抵触，2；如A国存在普遍侵犯人权行为，如种族灭绝或屠杀行为，在阻止这种行为的国际行动中，B基于此原则而不予干涉，而去放任和陌视这种侵犯行为，也是一种侵犯人权的行为，基于定义和国际法普遍观点至少人权问题不是内政问题，B国因此需要承担国际责任。）该条款没有国际法渊源，不受国际社会普遍承认。

#### 和平解决国际争端
各国应该以和平方法解决与他国之间的国际争端。1920年国际常设法院开创了以司法方式解决国际争端的先河，1928年巴黎非战公约，规定和平解决国际争端為一向普遍性国际义务。1970年《国际法原则宣言》，再次规定。

### 形式原則

#### 耗盡當地救濟辦法原則
「用盡當地法律救濟途徑」（Local Remedy），係指依照地主國的程序法和實體法，在地主國的司法機關或行政機構中解決爭議。外國人在地主國應當遵守地主國的法律，且外國人將受到地主國政府的管轄。這是國家屬地中的主權優越地位表現，因此，投資者在地主國投資的過程中因投資產生爭議時，首先應當向地主國尋求救濟。亦即，在爭議發生時，外國人必須盡一切可能利用地主國一切可利用的救濟手段，包括司法、行政、仲裁各方面的程序。只有在地主國拒絕司法、拖延訴訟、執法不公而使外國人得不到應有的救濟時，才能訴諸外交保護、外國法院訴訟，以及國際仲裁等。地主國當地救濟是一項公認的國際法原則，它的理論依據是屬地管轄權優先原則與國家主權平等原則。

## 国际法的渊源
《国际法庭条约》是联合国宪章的一部分。根据《国际法庭条约》第三十八条的规定：

1. 法院对于陈诉各项争端，应依国际法裁判之，裁判时应适用：　
  1. 不论普通或特别国际协约，确立诉讼当事国明白承认之规条者。　
  2. 国际习惯，作为通例之证明而经接受为法律者。
  3. 一般法律原则为文明各国所承认者。
  4. 在第五十九条规定之下，司法判例及各国权威最高之公法家学说，作为确定法律原则之补助资料者。

2. 前项规定不妨碍法院经当事国同意本“公允及善良”原则裁判案件之权。

据此，国际法的渊源包括以下几个方面：
1. 条约；
2. 国际习惯法；
3. 一般法律原则；
4. 司法判例及学说。

## 外部連結
- 聯合國（页面存档备份，存于）
- 关于各国依联合国宪章建立友好关系及合作之国际法原则之宣言[永久]
- 丘宏達教授與丘宏義博士國際公法古籍再生記錄（页面存档备份，存于）